# Corriol camanegre

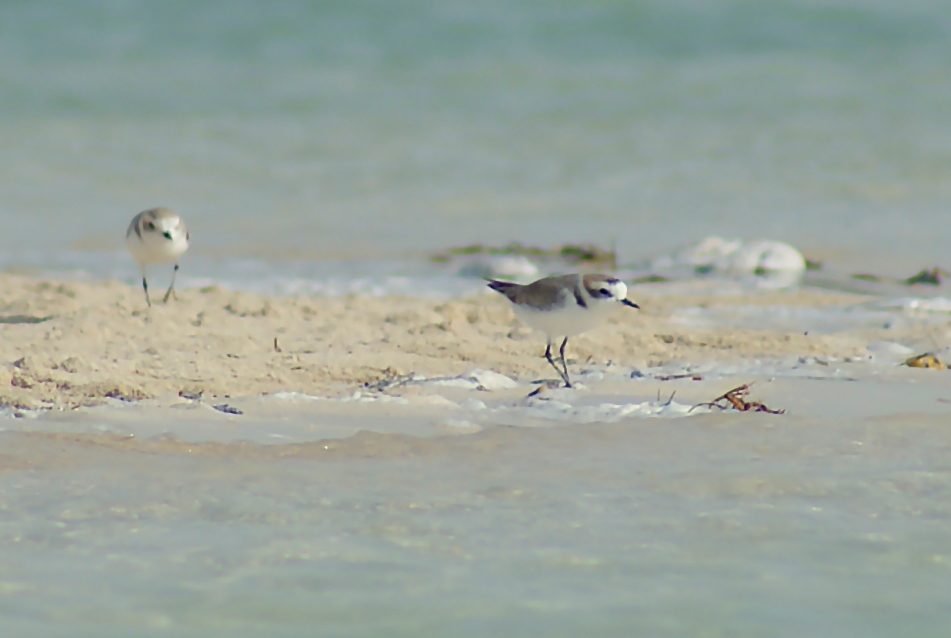
Il·lustració d'un corriol camanegre (circa 1902)

El corriol camanegre, o picaplatges camanegre a les Pitiüses, o tiruril·lo camanegre a Mallorca o encara passarius, i cegall bord a les Balears (Anarhynchus alexandrinus) és un ocell estival que es pot considerar abundant als Països Catalans. És un limícola associat amb els ambients de platges marines que forma part de la família dels caràdrids (Charadriidae) i l'ordre dels caradriformes (Charadriiformes).

## Descripció
El corriol camanegre és un petit ocell litoral que pesa uns 40 g quan és adult. Tant els mascles com les femelles presenten un coll molt gruixut, que fa que quasi no s'observi una discontinuïtat entre cap i cos, el dors i el pili de color terrós, amb el front negre, bec i potes també negres, mentre que la resta del cos és de color blanc de neu; però els adults tenen un plomatge dimòrfic. Durant l'època de reproducció, els mascles tenen una barra del cap horitzontal negra, dues bandes pectorals fosques incompletes a cada costat del pit, cobertores negres per a les orelles i un clatell i una capçada vermellosos (tot i que hi ha alguna variació entre les poblacions reproductores), mentre que les femelles són més pàl·lid en aquestes zones, sense les marques fosques. A l'inici de l'època de reproducció, és fàcil distingir entre mascles i femelles ja que els ornaments són molt pronunciats, però a mesura que avança l'època de cria, les diferències entre els dos sexes disminueixen. A més, els mascles tenen tarsos més llargs i plomes de flanc més llargues que les femelles. Es creu que les plomes de flanc més llargues són un avantatge per a la incubació i la cura de la cria, ja que la qualitat de les plomes s'associa amb l'aïllament tèrmic. Hi ha múltiples predictors significatius de l'ornamentació del plomatge en el corriol camanegre. En primer lloc, la interacció entre l'avanç de l'època de cria i les pluges sembla afectar l'ornamentació. Els ornaments masculins es tornen més elaborats al llarg d'una temporada de reproducció a les regions amb pluges altes, mentre que a les regions amb poca pluja, els ornaments masculins es tornen més lleugers. En segon lloc, la interacció entre el sistema de cria i el sexe pot predir el grau d'ornamentació del plomatge. A les poblacions polígames, els ornaments sexuals són més pronunciats, generant un dimorfisme sexual més acusat que en les poblacions monògames. La diferència es constata especialment en els mascles, on els ornaments són més foscos i més petits en les poblacions polígames en comparació amb les poblacions monògames, on els mascles tenen ornaments més clars i més grossos. Es creu que això és el resultat d'un compromís entre la mida i la intensitat dels ornaments.

## Distribució, hàbitats i desplaçaments

### Distribució
El corriol camanegre té una distribució geogràfica extremadament àmplia i els hàbitats varien no només espacialment sinó també ambientalment. Se sap que resideixen i es reprodueixen en múltiples tipus d'hàbitat, des del desert amb temperatures del sòl que arriben als 50 °C fins a la tundra. La distribució de les àrees de reproducció d'aquesta espècie cobreix Europa, Àsia i Àfrica,). A Europa, les poblacions es troben normalment a l'oest; tot i que una vegada hi havia una població reproductora a Hongria, el corriol camanegre ja no hi cria. A l'Àfrica, les poblacions es troben a la costa sud del Senegal i al llarg de la costa nord de la Mediterrània i la costa de la Mar Roja. L'àrea de reproducció continua al llarg de la península aràbiga, l'Aràbia Saudita, Qatar i Bahrain a l'Orient Mitjà. També es poden trobar petites poblacions a illes, com ara l'arxipèlag de Cap Verd, les illes Canàries i les Açores. És un vagabund rar a Austràlia. Algunes poblacions no migren, com la població de Maio (Cap Verd), però altres poblacions poden migrar a distàncies raonables, per exemple, se sap que els corriols que passen l'hivern al nord d'Àfrica migren a Turquia i Grècia a la primavera. No se sap que alguns ocells que crien a l'oest d'Europa viatgen molt lluny, només dins d'Europa, però alguns viatgen, principalment a l'Àfrica occidental.
A Catalunya i illes Balears és relativament comú al delta de l'Ebre, al delta del Llobregat, als Salats i Muntanyans de Torredembarra, al Delta del Riu Foix de Cubelles, a Les Madrigueres del Vendrell, a la Platja de Ribes Roges de Vilanova i la Geltrú i a s'Albufera de Mallorca, entre altres llocs.
L'àrea de distribució s'ha vist reduïda en les darreres dècades a causa de la destrucció del seu hàbitat natural. Així, per exemple, malgrat el nom anglès (Kentish Plover) ja fa temps que no cria a Kent ni a la resta de Gran Bretanya.

### Hàbitats i desplaçaments
El corriol camanegre és un ocell limícola vinculat amb les platges marines (vegeu), on nidifica per preferència, tot i que a causa de la pressió humana, s'ha vist obligat en molts llocs a traslladar el niu a camps erms propers de l'interior.
Els hàbitats de reproducció solen ser les ribes dels llacs alcalins, els aiguamolls, les maresmes salades i les costes, cosa que s'ajusta als resultats d'un estudi que va investigar què fa que un entorn sigui adequat per a un hàbitat de reproducció per a aquest corriol. Mitjançant l'anàlisi de quatre variables de tots els nius coneguts, l'estudi va trobar que els corriols prefereixen nidificar en zones de poca elevació, vegetació baixa, gran humitat i llocs allunyats de l'activitat humana i els assentaments.
Hi ha hagut observacions de pares que traslladen els seus pollets d'àrees pobres d'alimentació a zones de millor alimentació i els pollets es van fer més forts posteriorment en aquestes noves zones. Això suggereix que els pares mouen estratègicament els pollets i canvien d'hàbitat. Moure les cries té beneficis: protecció dels depredadors, obtenir més aliment, evitar la competència per l'aliment i l'espai, evitar el possible infanticidis per competència i evitar les defenses del territori dels altres. No obstant això, es tracta d'una compensació, ja que també hi ha costos per traslladar les cries: moure's gasta molta energia, especialment en joves, per tant, el creixement dels pollets es pot aturar ja que l'energia s'utilitza en el moviment en lloc del creixement, la possibilitat de mortalitat a causa de la fam o la depredació augmenta mentre es mou per zones obertes i l'àrea de gran quantitat d'aliments ja pot tenir molts depredadors. En general, el creixement dels pollets i la supervivència de la cria es beneficien de traslladar-se a una àrea d'alimentació més alta, augmentant per tant l'èxit reproductiu dels pares, per això els pares mouen els pollets. L'estudi també va trobar que les femelles més grosses i pesades tenien més probabilitats de moure els pollets, potser perquè podien defensar els seus pollets dels pares veïns

## Comportament i ecologia
És freqüent en migració als Països Catalans i hi apareix durant el mes d'abril fins al final de maig. Té una gran mobilitat i es desplaça mitjançant llargues curses per les zones sorrenques o els salobrars on nidifica.

És molt característic el comportament d'aquest ocell quan se sent amenaçat: fa veure que està ferit i es mou feixugament tot arrossegant una ala, com si la tingués trencada. D'aquesta manera desvia l'atenció del possible depredador i evita que aquest trobi el niu. Aquest comportament no és exclusiu del corriol camanegre, ja que és propi de molts altres limícoles.

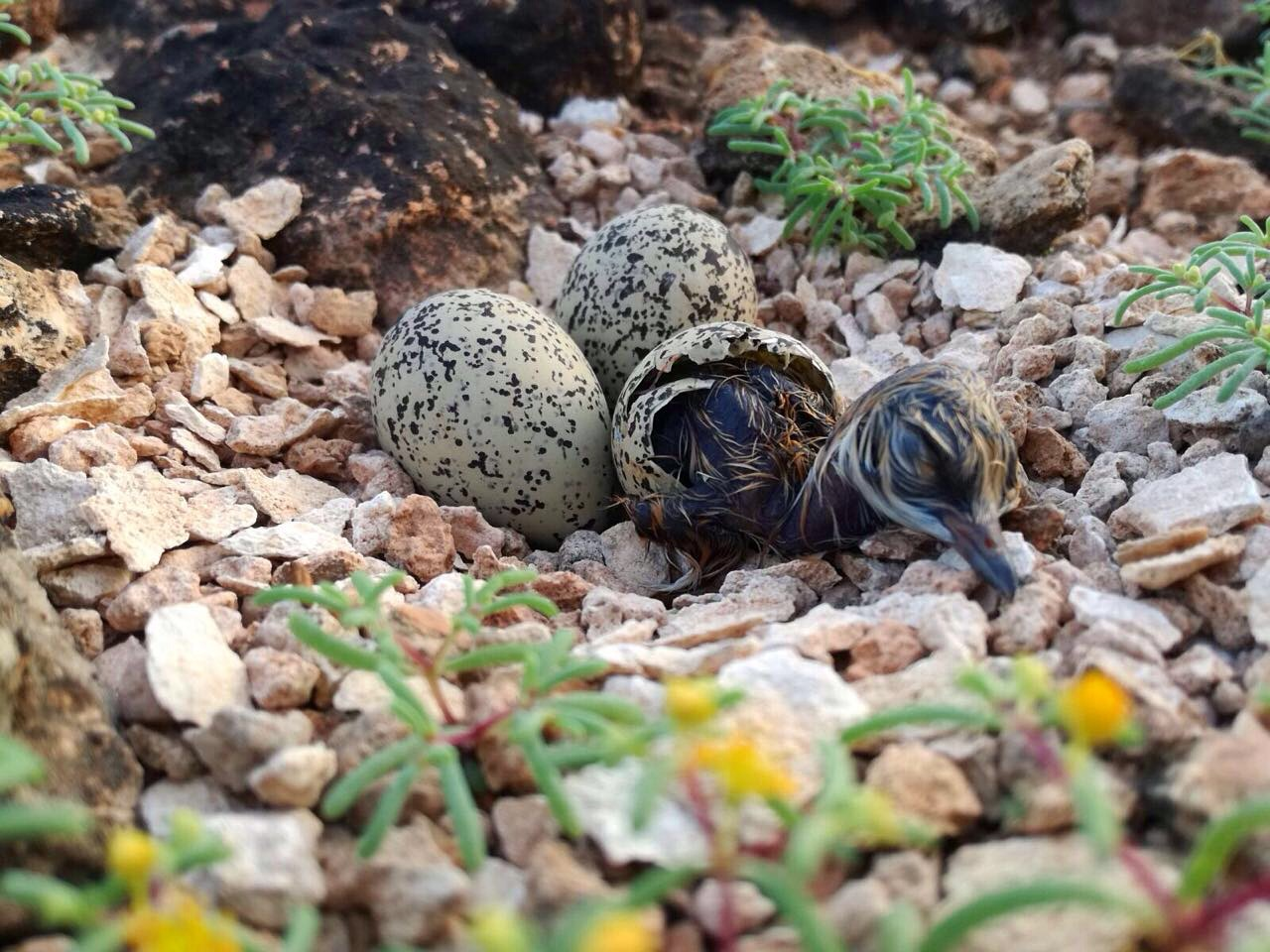
Un pollet de corriol camanegre eclosionant a Maio, Cap Verd, 2016

### Cria
El corriol camanegre té un sistema de cria especialment flexible, que inclou comportaments tant monògams com polígams dins de les poblacions. Se sap que les parelles reproductores tornen a reproduir-se entre elles l'any següent, però també s'han observat canvis de parella tant entre i dins de les estacions de reproducció.
Juntament amb els canvis de parella, també s'observen les fecundacions extra parelles (EPF-extra pair fertilisations(anglès)) en algunes poblacions, per femelles que copulen amb mascles extra-parelles (EPP-extra pair paternity(anglès)), o mascles que copulen amb femelles extra parella i que després ponen els ous en el niu del mascle (QP- quasi-parasitism(anglès)). Una teoria sobre per què es produeixen aquestes copules extra-parella (EPC-extra-pair copulation(anglès)) és que aquest mecanisme va evolucionar per evitar els efectes nocius de la consanguinitat. Això està recolzat per un estudi de Blomqvist et al., que mostra que els EPC són més comuns quan una parella reproductora està més estretament relacionada entre si. Una altra teoria és que les femelles poden buscar EPC amb mascles d'alta qualitat per obtenir els "bons gens" per als seus fills, seguint la hipòtesi dels "fills sexy". L'època de reproducció del corriol camanegre dura de mitjana entre 2 i 5 mesos i varia en l'època de l'any en funció de la població concreta. Les parelles reproductores poden substituir les postes fallides més d'una vegada per temporada de reproducció, amb la mateixa parella o amb una diferent i tant els mascles com les femelles poden criar més d'una niuada, a causa del canvi de parella i de les EPC com s'ha esmentat anteriorment. Les mostres de festeig també varien entre les poblacions de corriols, especialment entre les poblacions socialment monògames i les polígames, per exemple, a les poblacions polígames el temps dedicat a festejar és significativament més llarg tant per als mascles com per a les femelles que en les poblacions monògames. Les mostres de festeig inclouen gestos actius com ara córrer, construir nius rascades (petites cavitats poc profundes al sòl que després s'incorporen als nius) i lluitar/córrer per defensar un territori de reproducció (principalment per mascles)

### Territoris

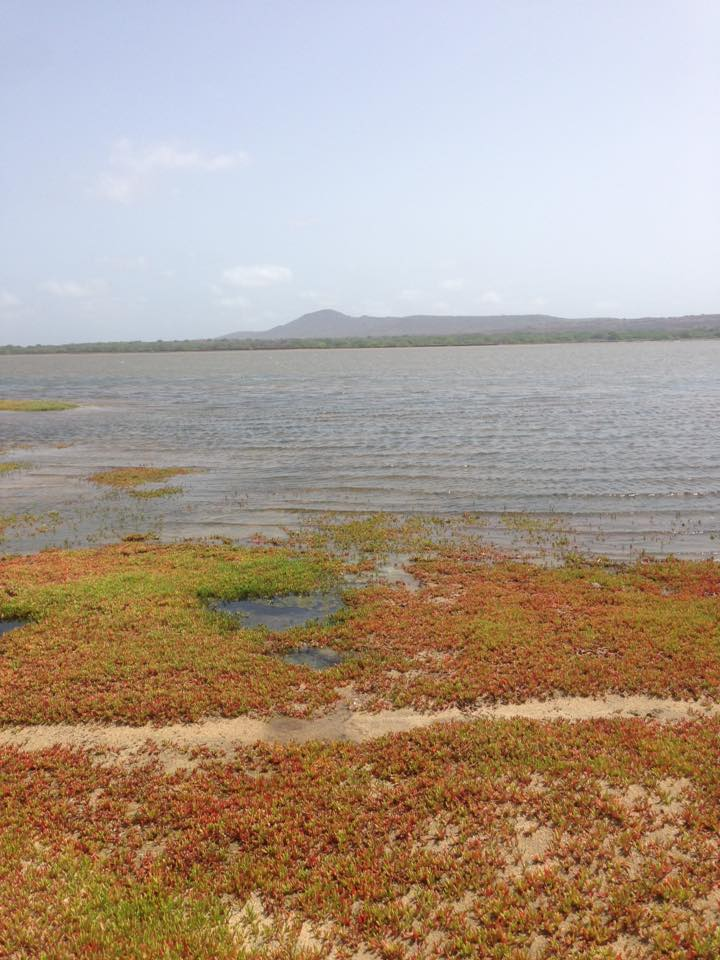
Salina do Porto Ingles, l'hàbitat del corriol camangre a Maio, Cap Verd.

El corriol camanegre habita zones sorrenques o salines a prop de l'aigua. Les poblacions de l'interior es poden trobar prop de llacs, estanys o embassaments alcalins o salins. Les poblacions que habiten les regions costaneres es poden trobar en hàbitats semidesèrtics, és a dir, a platges àrides, prop de llacunes i extraccions de sorra a platges o dunes. El corriol camanegre és un ocells territorial; el mascle sol tenir un territori i atrau les femelles amb mostres de festeig. Els pares defensen activament els nius dels depredadors perseguint-los, enfrontant-s'hi o amb tàctiques de distracció. Quan els depredadors s'acosten molt a prop del niu, els corriols fugen ràpidament del niu i comencen a fer tàctiques de distracció per centrar l'atenció del depredador en ells mateixos i allunyar-lo del niu. Aquestes tàctiques inclouen cridar o arrossegar-se per terra batejant les ales. Els mascles solen ser més agressius que les femelles, però les femelles tenen comportaments defensius més arriscats que els mascles. Aquest comportament no és exclusiu del corriol camanegre, ja que és propi de molts altres limícoles. Quan el territori d'un corriol ha estat envaït, aquest envaeix el territori d'una família veïna. És quan sovint es produeixen baralles entre mascles perquè els corriols veuen amenaçades les seves cries. Durant aquestes baralles, pot passar que els pollets resultin ferits o fins i tot morin. Quan s'hi acosta un depredador, els pollets solen intentar trobar un lloc on amagar-se, ajupir-se i romandre immòbils per no se vistos. Quan són grans, intenten fugir amb els pares.

## Nidificació i incubació

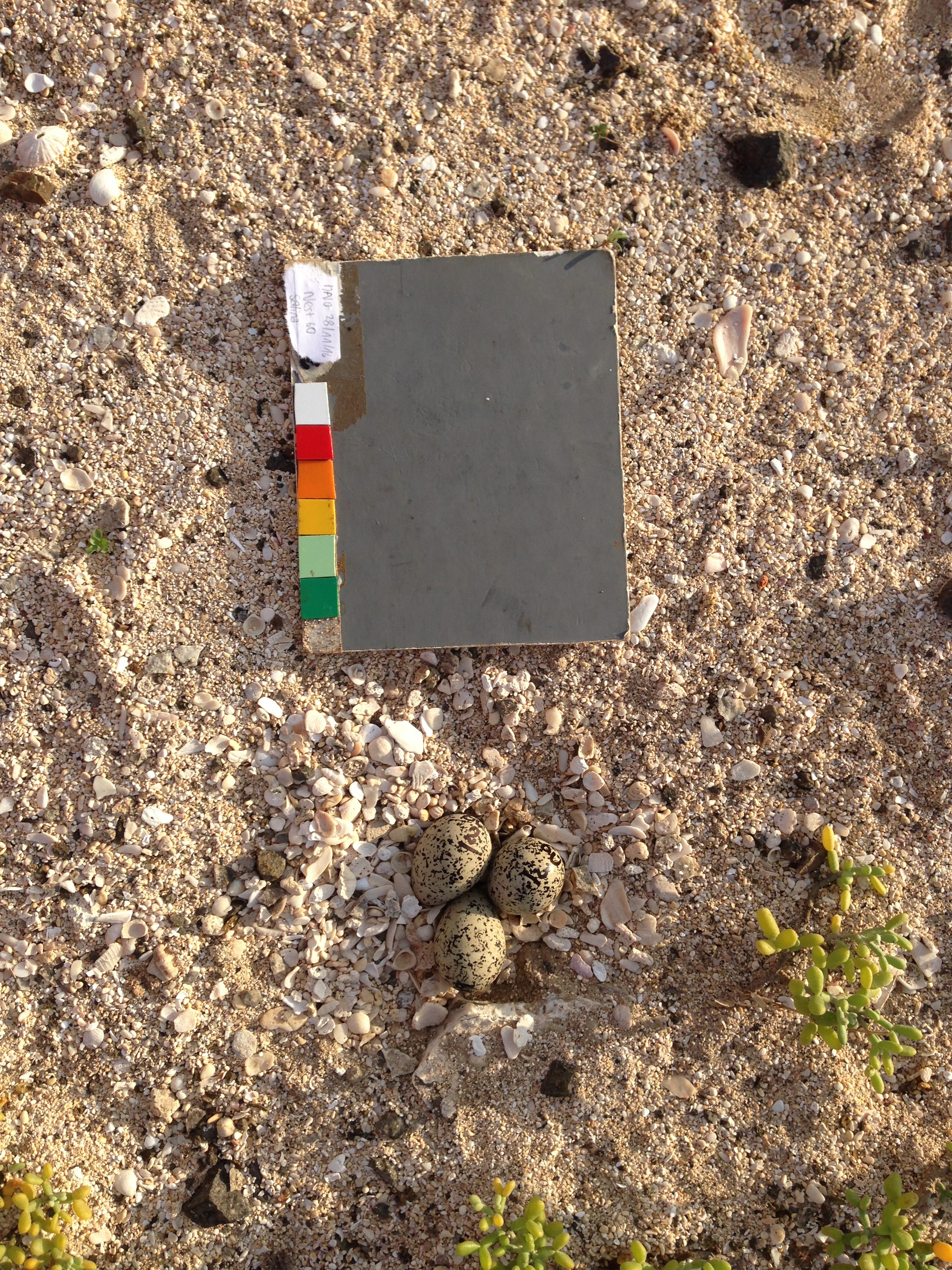
Un niu de corriol camanegre amb una targeta gris estàndard.

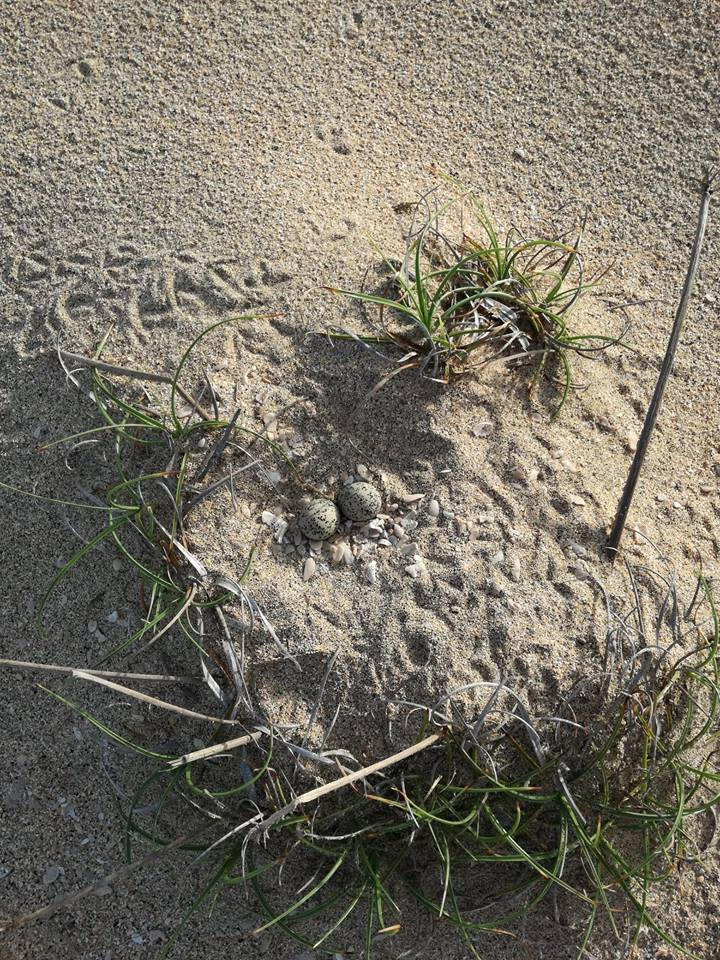
Niu de corriol camanegre.

La posta és a l'abril i el maig, i se'n detecten segones postes durant el mes de juny. El corriol camanegre nia en solitari o de manera semicolonial al llarg de la línia de la costa, menys en alguns indrets on, a causa de la pressió del turisme, s'ha vist obligat a traslladar el niu als camps erms de més a l'interior. Són ocells nidificants a terra que posen els ous en petites depressions poc profundes construïdes pel mascle durant el festeig. La selecció del terra de la posta és essencial per a la supervivència dels nius i cries; els nius es col·loquen prop de l'aigua sobre terra nua o en vegetació escassa; sovint en llocs lleugerament elevats per tal de tenir una bona visió de l'entorn per observar depredadors des de la distància o prop de petits arbustos, plantes o cúmuls d'herba, on els ous estan parcialment protegits dels depredadors. Els nius estan plens de material de niu, és a dir, còdols, trossos de petxines, ossos de peix, branques petites, herba i altres restes. La mida de la posta típica consta de tres ous, encara que alguns nius ja es completen amb un o dos ous. En els nius recents o incomplets, els ous tendeixen a estar totalment exposats, però a mesura que avança el període d'incubació, la quantitat de material del niu augmenta i els ous es cobreixen pràcticament completament. Durant el període de incubació, el corriol camanegre s'enclota durant períodes variables principalment per alimentar-se o per realitzar altres activitats essencials per a l'automanteniment. Per compensar la manca de presència resultant i l'augment del risc de depredació, utilitzen materials del niu per cobrir i, per tant, camuflar els ous i mantenir-los aïllats. Els corriols regulen activament la quantitat de material del niu. Això es va demostrar experimentalment en un estudi augmentant o disminuint artificialment la quantitat de material del niu. En 24 hores, els corriols havien restaurat la quantitat de material del niu a l'original. Això és avantatjós perquè els materials del niu ajuden a un bon aïllament dels ous, per tant evitant les fluctuacions de temperatura dels ous) (per tant, evitant la hipotèrmia embrionària) i reduint els costos energètics d'incubació per als pares. Mitjançant la regulació de la quantitat de material del niu, el corriol camanegre equilibra els avantatges, és a dir, l'aïllament i la defensa contra els depredadors, i els desavantatges del material del niu, és a dir, el sobreescalfament. La incubació és el procés pel qual els ous es mantenen a una temperatura òptima, és a dir, entre 37 °C i 38 °C per al desenvolupament embrionari dels ocells amb la major part de la calor derivada de l'ocell en incubació. Els ous de corriol camanegre són covats durant 20-25 dies pels dos progenitors; les femelles coven principalment durant el dia mentre que els mascles coven durant la nit. Les femelles perden massa durant el dia, cosa que no és d'esperar ja que els mascles les relleven durant un període variable. La pèrdua seria molt més grossa si les femelles covessin soles. Aquesta pèrdua és un cost d'incubació a causa de l'esgotament de les reserves de greix i l'evaporació de l'aigua.

## Cura dels pares

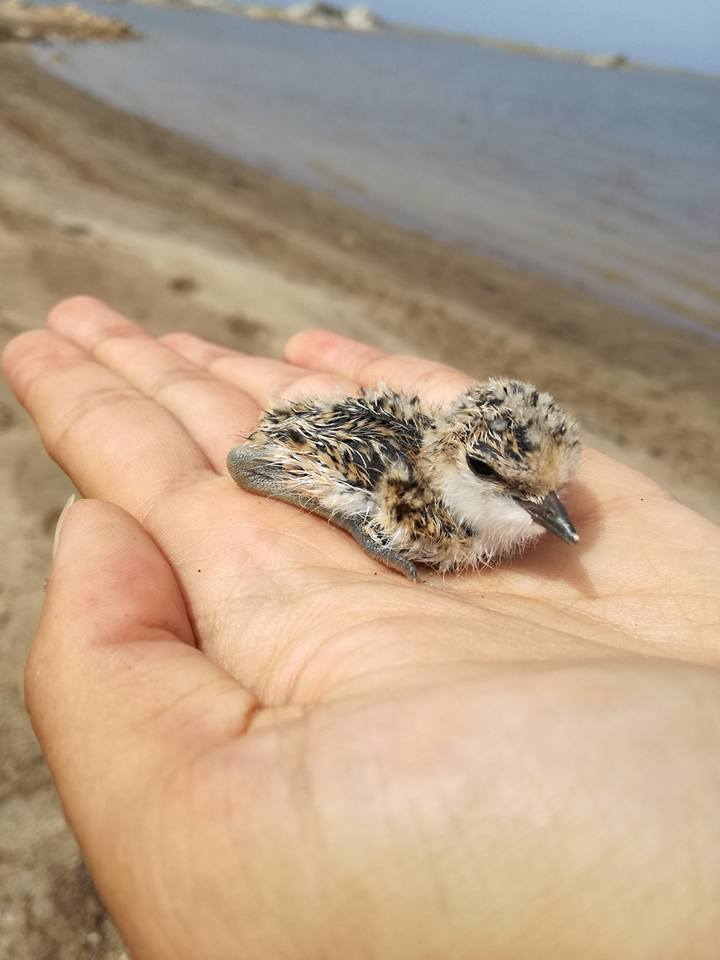
Pollet de corriol camanegre.

L'atenció dels pares és variable dins dels ocells i el corriol camanegre té un mecanisme lleugerament diferent al d'altres ocells limícoles. Com s'ha comentat anteriorment, tots dos pares coven els ous, però no sempre es queden un cop els ous han eclosionat. No és estrany que un progenitor deixi els pollets després d'un període variable; això es coneix com a deserció de cria. La deserció de cria és la "interrupció de la cura, per part d'un o dels dos progenitors, abans que la descendència sigui capaç de sobreviure de manera independent" i sol produir-se després d'una setmana des que la cria està acompanyada pels dos progenitors. S'ha observat la deserció de la cria tant en mascles com en femelles, però les femelles abandonen la cria significativament més freqüentment que els mascles. Els estudis han demostrat que tant el mascle com la femella poden oferir una cura adequada a la cria per si sols, de manera que no són les diferències en la capacitat dels pares les que determinen quin progenitor abandona la cria i quin es queda per cuidar els pollets. No obstant això, els estudis també han demostrat que després de la deserció, les femelles tenen més possibilitats d'èxit reproductiu que els mascles, potencialment a causa del fet que moltes poblacions de corriol camanagre mantenen una OSR (Operational Sex Ratio(anglès)-ratio de sexe operacional, ratio entre mascles reproductors actius i femelles) esbiaixada pels mascles. Per tant, es planteja la hipòtesi que la quantitat d'èxit reproductiu obtingut per la deserció és el que realment determina qui abandona la cria. En resum, els mascles i les femelles poden tenir cura per igual de les cries, però les femelles són qui més deserten a l'hora de tenir cura de les cries, el que resulta en una quantitat més gran de deserció femenina que el mascle. Els pares que no deserten poden continuar criant els pollets fins al 80% del temps durant més de 20 dies després de l'eclosió, ja que les cries precoces són vulnerables i estan exposades a temperatures externes.

## Alimentació
El corriol camanegre s'alimenta individualment o en grup de 20-30 individus (fora de l'època de reproducció) i de tant en tant poden incorporar-se a estols més grans de fins a 260 individus de diverses espècies. La principal font d'alimentació consisteix en invertebrats aquàtics i terrestres en miniatura com els insectes i les larves (per exemple, escarabats, llagostes o mosques), mol·luscs, crustacis, aranyes i cucs marins. Localitzen les preses de forma visual i sovint s'alimenten a la riba de llacs, llacunes o estanys en zones de sòls humits rics en invertebrats. S'alimenten en moviment o aturats i després picotejant per capturar la presa, però també sondegen la sorra per buscar-hi preses o atrapar mosques mantenint la boca oberta. La capacitat del corriol camanagre per identificar senyals i rastres de les preses està influenciada per la llum, el vent i la pluja. A la nit, la seva capacitat de trobar preses podria estar restringida, però s'ha demostrat que els corriols tenen una bona visió nocturna a causa dels grans ulls i la sensibilitat visual retiniana millorada.

## Estat i conservació

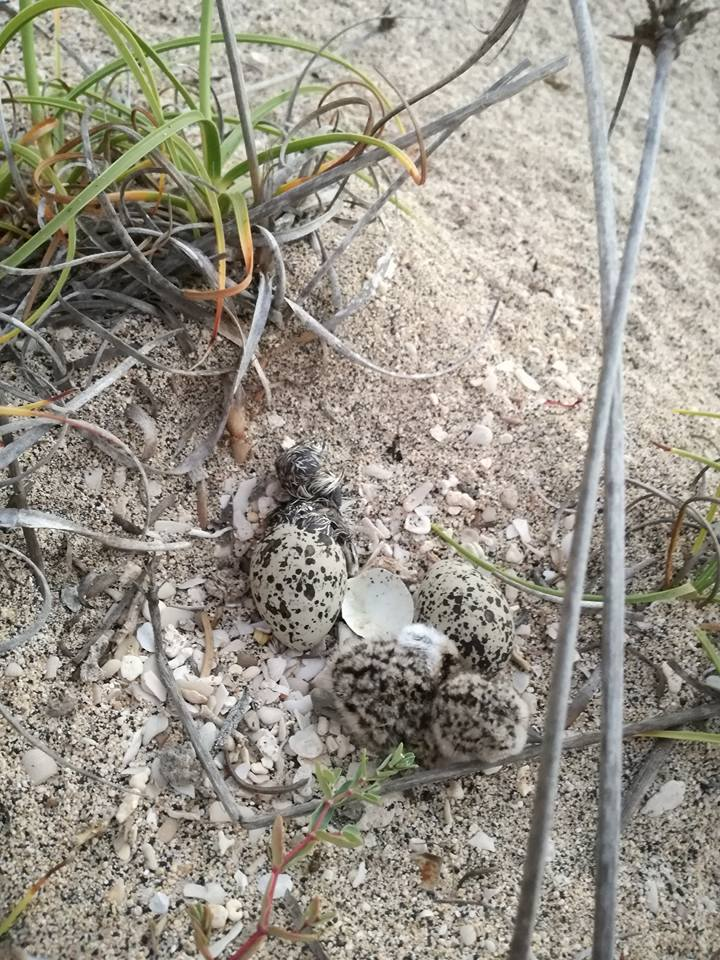
Un pollet de corriol camanergre eclosionant, juntament amb el seu germà i un ou.

### Estat
A nivell mundial, el corriol camanegre està classificat com a menys preocupant a la Llista Vermella perquè té un rang de població molt gran. Tanmateix, la població mundial està disminuint contínuament, encara que per a algunes poblacions es desconeixen les tendències.
La població catalana s'estima entre 1.000-3.000 individus, la europea entre 35.000 - 67.000 individus i la població mundial entre 100.000-500.000.
Pel que fa a Catalunya, alberga el 35,2% de la població peninsular (2007), bàsicament pel delta de l'Ebre, principal localitat espanyola amb unes 1.575 pp. el 2007 (33,6 % del total del país). Ha desaparegut com a reproductor a la major part del litoral, encara que en algunes localitats nidifica ocasionalment (Montalvo i Figuerola, 2004). Hi ha poblacions rellevants en augment al Parc Natural Aiguamolls de l’Empordà on ha passat de 25 pp. el 1989 a 66 el 2020 (Torner et al., 2009; Guinar l'al., 2020) i al Parc Natural del Montgrí, les Illes Medes i el Baix Ter de 3 pp. el 2000 a 18 el 2020 (Guinar l'al ., 2020). En canvi, la població del delta del Llobregat ha baixat de 105 pp. el 1989 a només 7 el 2014 (Larruy et al., 2018).
En 2021, la “Sociedad Española de Ornitología” (SEO/Birdlife) aplicant les categories d'amenaça i els criteris de l'UICN per al conjunt de la població reproductora espanyola, analitzant-la com una única unitat regional, va tenir en compte les tendències poblacionals observades durant els darrers censos en el període 2007-2020, inferiors al necessari per al transcurs de tres generacions de l'espècie -15 anys- o durant deu anys, l'espècie compleix amb els criteris per ser catalogada com «en perill» d'acord amb el criteri A2 (A2a, A2b i A2c). A més, la projecció de la mida poblacional de l'espècie per al període 2021-2035 (el pròxims 15 anys) a Espanya, d'acord amb les taxes de reducció observades, estima una reducció del -63,3% respecte a la població de 2007, complint també amb el criteri A3b per incloure l'espècie en aquesta categoria.

## Amenaces
Una amenaça important per a aquesta espècie és la pèrdua i la pertorbació de l'hàbitat. L'activitat humana, com ara els turistes que passegen per àrees protegides, la contaminació, la collita insostenible i la urbanització poden destruir els llocs de nidificació. Les poblacions de corriol també poden veure's afectades per l'activitat humana rural, per exemple els pescadors que passegen per llocs de cria protegits, que porten amb ells un gran nombre de gossos, un conegut depredador dels ous de corriol. Els ocells reproductors responen a les pertorbacions humanes de manera desproporcionada quan hi ha gossos, ja que aquestes situacions s'interpreten en un context de major risc de depredació. Els depredadors naturals també són un problema, ja que molts d'aquests depredadors semblen prosperar de manera antinatural en presència de zones de reproducció de corriols, com ara la garsa (Pica pica) a les platges catalanes, el corb del desert (Corvus ruficollis) a Maio, Cap Verd, la mangosta cuablanca (Ichneumia albicauda) a l'Aràbia Saudita, i el varà del desert (Varanus griseus) a la reserva d'aiguamolls d'Al-Wathba. Es creu que la gran quantitat de preses disponibles per a aquests depredadors els atreu cap a les zones de cria, un efecte anomenat "olla de mel", L'escalfament global i el canvi climàtic també tenen un paper en la disminució d'àrees disponibles per a la reproducció i la residència dels corriols. Se sap que el corriol camanagre prefereix construir els nius en terres de poca alçada prop de l'aigua i un estudi realitzat a l'Aràbia Saudita va descobrir que l'11% dels nius del lloc de l'estudi eren de fet, sota el nivell del mar, per tant es preveu que l'augment del nivell del mar tingui conseqüències desastroses per a aquests nius d'assentament.

### Gestió
A Catalunya, el corriol camanegre es troba actualment protegit per la “Llei estatal del patrimoni natural i la biodiversitat” (Llei 42/2007) Annex IV (Espècie objecte de mesures de conservació especials quant al seu hàbitat), també està inclòs en el “Catàleg de Fauna Salvatge de Catalunya” (Decret 172/2022) VU Espècie protegida (Categoria C) i en el “Decret pel qual es regulen les activitats que poden afectar les espècies de fauna salvatge” (Decret 148/1992) Annex I espècie sensible.
A nivell internacional, es troba actualment a l'annex I de la Directiva d'ocells de la UE i a l'annex II del Conveni de Berna (Espècie Estrictament Protegida) Les accions de conservació proposades per protegir l'espècie inclouen la conservació del seu hàbitat natural mitjançant la creació o l'elaboració d'àrees protegides als llocs de reproducció. Això és essencial per aturar la contaminació, la recuperació del sòl i la urbanització. La interacció humana s'ha de controlar i mantenir al mínim.

## Taxonomia
El corriol camanegre va ser descrit formalment l'any 1758 pel naturalista suec Carl Linnaeus en la desena edició de la seva “Systema Naturae” amb el nom binomial Charadrius alexandrinus. Linné va basar el seu relat en la descripció d'un ocell d'Egipte feta pel naturalista suec Fredrik Hasselqvist que havia estat publicada el 1757. El 1801 l'ornitòleg John Latham va encunyar el nom binomial Charadrius cantianus per a l'espècie (ara un sinònim més modern) i va introduir el nom anglès "Kentish plover" ja que els seus exemplars havien estat abatuts a trest prop de la ciutat de Sandwich a Kent. Un estudi filogenètic molecular publicat el 2022 va trobar que Charadrius era parafilètic i, per tant, aquest gènere es va dividir i un clade que incloïa el corriol camanegre va ser traslladat al gènere Anarhynchus que anteriorment només havia contingut el corriol bectort.
Antigament, el corriol nevat era tractat com una subespècie del corriol camanegre. No obstant això, un estudi publicat el 2009 va trobar que de fet eren prou diferents per ser tractats com a espècies separades. El 2023 es va proposar que la subespècie A. a. seebohmi del sud de l'Índia i Sri Lanka s'hagués d'elevar a l'estatus d'espècie total. Es va suggerir el nom anglès de “Hanuman plover” (Corriol d'Hahuman) basant-se en la mitologia del déu mico Hanuman que va construir un pont entre l'Índia i Lanka a l'èpica Ramayana.
Es reconeixen tres subespècies:
- A. a. alexandrinus (Linnaeus, 1758) – costa occidental d'Europa (antigues illes Britàniques), Macaronèsia (oest del nord-oest d'Àfrica), nord d'Àfrica, esporàdicament fins al Senegal; cap a l'interior a través de l'Àsia central fins al nord-oest, el centre nord del subcontinent indi, el nord, el centre de Mongòlia i el nord de la Xina.
- A. a. nihonensis (Deignan, 1941) – Illes Sakhalin i Kurils (sud-est de Rússia), Hokkaido a través de les illes Ryukyu, península de Corea, nord-est, est de la Xina i Taiwan.
- A. a. seebohmi (Hartert & Jackson, 1915) – sud de l'Índia i Sri Lanka.